# Francisco Borja da Costa
Francisco Borja da Costa (Manatuto, 14 de outubro de 1946 — Díli, 7 de dezembro de 1975) foi um poeta e também o compositor do hino de Timor-Leste, "Pátria".

## Biografia
Escreveu a maior parte da sua obra em língua tétum. No mesmo ano da sua morte, ocorreu a ocupação de Timor-Leste pela Indonésia. Para além do hino timorense, a sua obra mais conhecida é o poema Um Minuto de Silêncio. Além de poeta, trabalhou como jornalista no primeiro jornal de Timor Português, A Voz de Timor.

## Morte
Foi assassinado, em 1975, na invasão de Timor-Leste pela Indonésia. Sua viúva, Maria Genoveva da Costa Martins, relatou, em entrevista, que o poeta "foi arrastado para a ponte cais e daí atiraram(-no) ao mar não sei onde. Até aqui, não sabemos, a própria família, o próprio filho não sabe o sítio onde ele foi enterrado". Hoje em Díli há o Jardim Borja da Costa, em homenagem ao autor do hino timorense.